# Merlin (tv-serie)
 Denne artikel omhandler Merlin (tv-serie). Opslagsordet har også en anden betydning, se Merlin (flertydig).
Merlin er en britisk fantasy-adventure tv-serie skabt af Julian Jones, Jake Michie, Johnny Capps og Julian Murphy. Serien debuterede på BBC One den 20. september 2008. Serien er baseret på den mystiske troldmand Merlin fra legenden om Kong Arthur og hans forhold til Prins Arthur, men adskiller sig fra traditionelle versioner af legenden på mange punkter, især i forhold til karaktererne. Serien er produceret af det uafhængige produktionsfirma Shine Limited. Efter en vellykket visning af første sæson i England begyndte den amerikanske station NBC at vise programmet fra d. 21. juni 2009, men efter faldende publikumsinteresse blev serien flyttet til kabelnetværket Syfy, hvor anden sæson blev vist fra 2. april 2010. Anden sæson startede d. 19. september 2009 på BBC One. Den 5. September 2010 var der snigpremiere på de to første afsnit af sæson 3 i BFI Southbank i London.
Konceptet for Merlin blev påvirket af den amerikanske serie Smallville, som handler om Supermands tidlige år. Efter mange fejlslagne forsøg på at bringe programmet til live begyndte udviklingen af den nuværende Merlin i slutningen af 2006, og den egentlige produktion begyndte i marts 2008. . Serien fik generelt en blandet modtagelse, da den første gang blev vist. Kritikerne var utilfredse med den ‘flade’ dialog og seriens moderne udseende. Særligt én kritiker kaldte hele konceptet "uinteressant". Seriens første afsnit havde omtrent 6.65 millioner seere, selvom det var oppe imod ITVs populære serie The X Factor. Den første sæson havde i gennemsnit 6.32 millioner seere, hvilket er mindre end hvad Doctor Who tiltrak i sin første sæson, og en smule mere end, hvad Robin Hood fik. Merlin var også det femtemest sete program på BBC iPlayer i 2008.
Den tredje sæson af Merlin begyndte d. 11. september og sluttede d. 4. december 2010, og det er bekræftet, at den fjerde sæson begynder d. 25. oktober 2011  (Webside ikke længere tilgængelig) (i England).

## Serieoversigt
Merlin er en ung troldmand, som ankommer til byen Camelot, efter at hans mor har arrangeret for ham, at han kan bo sammen med hoflægen Gaius. Han opdager, at kongen, Uther Pendragon, har forbudt magi og har indespærret den sidste store drage dybt nede under byen. Dragen fortæller Merlin, at han har en vigtig skæbne, som går ud på at beskytte Uthers søn, Arthur, som vil skabe et storslået kongedømme. Da Merlin for første gang møder Arthur, syntes han, at han er arrogant og Arthur ser Merlin som underordnet. Merlin er nødt til at skjule sin magi fra Uther, for at undgå at blive henrettet.
Morgana er Uthers myndling med kraften til at se fremtiden i hendes mareridt, hvilket både skræmmer hende og holdes hemmeligt. Guinevere, som Morgana kalder ”Gwen”, er hendes tjenestepige og nære ven. Den første sæson fokuserer på Merlins udvikling og hans venskab med Arthur. Den anden sæson fokuserer på udviklingen hos de andre karakterer. Nogle af de centrale temaer i serien er den begyndende romance mellem Arthur og Gwen og Morganas kamp med at kontrollere sine kræfter; Morgana ender senere med at blive fordærvet af ondt på grund af Uthers handlinger.
Andre karakterer fra legender om Kong Arthur dukket også op. Lancelot længtes efter at blive en ridder, men kunne ikke blive det, da han ikke er adelig. Mordred optræder som en druidedreng, som former et bånd med Morgana (i legenden er han enten hendes nevø eller hendes egen søn), og det er blevet forudsagt af dragen, at Mordred vil være årsagen til Arthurs død (i legenden sker dette ved Slaget ved Camlann). Mordred, og til tider Den Store Drage, refererer til Merlin ved hans druidenavn, Emrys (den walisiske version af Ambrosius).  Excalibur er et sværd smedet i dragens ånde, den kan dræbe levende døde, det bliver smedet da Arthur kommer op imod en uovervindelig fjende, men ved en fejltagelse får Uther Pendragon fat i det, hvilket tvinger Merlin til at afskaffe sværdet og det bliver derfor senere smidt i en sø (i legenderne er dette sværdet som Nimueh gav til Arthur).

## Medvirkende
| Skuespiller    | Rolle                                            | Rollebeskrivelse |
| -------------- | ------------------------------------------------ | --- |
| Colin Morgan   | Merlin                                           | Seriens hovedperson er en ung, bemærkelsesværdig talentfuld troldmand, som forsøger at holde sine evner hemmelige. Det er blevet spået at han en dag vil blive den største troldmand i verdenen. Han er også Arthurs tjener, beskytter og ven, på trods af fjendskab mellem de to i starten, og hans lejlighedsvise irritation efter som Arthur kan være uforskammet over for ham. Han er medfølende og prøver at se det gode i alle mennesker, han gør hvad han føler er ret. |
| Bradley James  | Prins / Kong Arthur                              | Kong Uthers stædige og ekstremt arrogante, men dog modige og godhjertede søn, og den fremtidige Konge af Camelot. Han holder meget af folkene i Camelot, endnu mere end han holder af sig selv. Selvom Arthur er blevet ”trænet til at kæmpe siden han blev født” og er fortræffelig i kamp, er han ofte sårbar og Merlin er nødt til at beskytte ham mod farer for at fuldbyrde denne legende. Arthur bliver venner med Merlin, på trods af, at han er Merlins herre, og parret har reddet hinandens liv utalrige gange. Selvom Arthur deler sin fars fordomme over for magi, bliver det gennem seriens forløb åbenbaret at han er mere tolerant og fair-minded end Uther, og taler ofte for en chance til eller forvisning i stedet for henrettelse. I løbet af sæson to bliver han forelsket i Guinevere. |
| Katie McGrath  | Lady Morgana                                     | Kong Uthers myndling og hans uægte datter (denne hemmelighed afsløres i sæson 3 til Gaius, og Merlin overhører dette). Morgana er bedste venner med Gwen på trods af deres forskel i status, og er også gode venner med Merlin i sæson 1 og det meste af sæson 2. Hun er en ”seer” – en person, som har profetiske kræfter. Selvom hun ikke er klar over dette førend starten af sæson 2, er hun, ligesom Merlin, født med magi (selvom Merlin har større kræfter). Mens Gaius optræder som en mentor for Merlin, fortæller han Morgana, at hun ikke har nogle kræfter i et forsøg på at beskytte hende, og giver hende en sove eliksir, som forhindre hendes profetiske drømme. Hun bliver konstant løjet overfor og føler sig derfor fremmedgjort og forvirret. Hun er modig og åbenhjertig, er meget omsorgsfuld over for andre og er stærkt imod Uthers forfølgelse af alle som kommer i kontakt med magi. Efter, at hun finder ud af, at hun ikke kan overbevise Uther om at ændre sig, at være vidne til henrettelse af dem hun holder af, og frygten for at Uther skal finde ud af at hun har magiske kræfter og derfor slå hende ihjel, former hun et bånd med Morgause, en kræftfuld troldkvinde med tvivlsomme hensigter, og finder sig således i opposition til ikke kun Uther, men også Merlin. Det afsløres af Gaius at Morgause og Morgana faktisk er halvsøstre. I sæson 3 lader det til at hun er hovedskurken, fuldt tilsluttet ondt. Hun drives nu af et ønske om hævn mod Uther og Camelot. |
| Angel Coulby   | Guinevere (Gwen)                                 | Morganas ydmyge tjenestepige, og hendes bedste ven. Hun har en åben, venlig, hjælpsom og tilgivende personlighed. I begyndelsen insinueres det, at hun er lun på Merlin; senere er der en romance med Lancelot. I slutningen af anden sæson er det Arthur der er hendes sande kærlighed. Gwens far, Tom, var slottets smed, men han blev henrettet af Uther på grund af mistanke om, at han udøvede magi, på trods af, at Morgana gik i forbøn for ham. Det viste sig at Tom var uskyldig og Gwen fik lov til at blive i deres hus. Der er indikationer på at Tom lærte Gwen nogle af sine evner. Det er blevet afsløret at Gwen har en storebror, som er fremmedgjort. |
| Anthony Head   | Uther Pendragon                                  | Arthurs far og den nuværende konge af Camelot i de første sæsoner, og sidenhen tidligere konge . Uther er ofte en skånselsløs og grusom mand, som nogle har kaldet en tyran, men han holder meget af Camelot, Arthur og Morgana, selvom han ofte er streng overfor dem. Han bliver dog ofte blændet af sit had mod alle former for magi. Siden hans kones Igraine døde da hun fødte Arthur (hvilket han giver det faktum, at graviditeten var skabt af magi skylden for), har han kæmpet en krig mod magibrugere, hvor han går så vidt som folkemord. Det er blevet indikeret at han har slået børn ihjel, som var født med magi, og han vil henrette alle som ses sammen med en magiker, derfor må Merlin og Morgana være meget forsigtige (han kender ikke til deres kræfter, ej heller at Morgana ønsker at styrte ham og senere slå ham ihjel). Senest har han tilstået over for Gaius, at Morgana faktisk er hans biologiske datter, resultatet af en affære med Morganas mor, mens hendes mand var væk. |
| Richard Wilson | Gaius                                            | Camelots hoflæge, Merlins værge og en af de få personer, som kender til Merlins hemmelighed. Gaius er selv en troldmand, men kongen har forbudt ham at udøve magi, og er lidt af en alkymist. Han har en tør form for humor og ser Merlin som den søn han aldrig fik. På trods af nylig kontroverser omkring Gaius og Merlins forhold, er han ikke Merlins onkel, men blot en af Merlins mors betroede venne |
| John Hurt      | Den Store Drage – Kilgharrah (Lægger stemme til) | Merlin besøger ofte dragen når han er i knibe, fordi dragen påstår, at han kender til Merlins skæbne. Dragen er også en af de få individer, som kender til Merlin og Morganas hemmelighed. Men, hvor dragen opfordrer Merlin til at bruge magi og beskytte Arthur, fortæller han Merlin at Morgana aldrig må kende til sine kræfter. Dragen optræder til tider som alvidende, og i slutningen af sæson 2, afsløres det at Merlin er Kilgharrahs naturlige Herre. I sæson 3, deler Merlin og Kilgharrah et nært bånd som Dragemester/Drage og Dragen kommer Merlin til undsætning når han har brug for det. Grundet båndet, er Kilgharrah nødt til at adlyde Merlin, selv når han er uenig med Merlins ordrer eller intentioner. |

## Produktion
Programmet blev skabt af Shine producerne Julian Murohy og Johnny Capps, som har arbejdet sammen på tv-serien Hex, en fantasy serie produceret af Shine for Sky One. BBC havde i nogen tid gerne ville lave et drama baseret på karakteren Merlin, lidt over et år inden Shine serien blev påbegyndt, var forfatteren og produceren Chris Chibnall i gang med at lave et program til BBC One, som skulle vises søndag aften, men projektet blev ikke til noget. Shine versionen af projektet blev påbegyndt i slutningen af 2006, og blev støttet af Peter Fincham, fra BBC One, og Jane Tranter, overhoved for BBC Fiction. Fincham ville gerne have flere serier til kanalen som kunne samle tre generationer foran fjernsynet, fordi han ikke mente at der findes nok af den slags serier.
Merlin blev skabt under indflydelse af den amerikanske serie Smallville, som handler om Supermands tidlige år, dette fortæller Shine producerne Julian Murphy og Johnny Capps, som sagde at Smallville hjalp med at give idéen til at Merlin skulle vise Camelot før dets storhedstid.
Denne indflydelse ses tydeligt igennem den første sæson, eftersom Merlin er nødt til at skjule sine evner og finde på undskyldninger for de overnaturlige handlinger han er ansvarlig for, lige som Clark Kent var nødt til i de første sæsoner af Smallville.
Produktionen af serien startede i marts 2008, og blev optaget med Super 16mm film, i Wales og Frankrig (på Château de Pierrefonds). Serien blev produceret af Shine i samarbejde med BBC Wales, hvis overhoved for Drama Julie Gradner arbejder som executive producer i BBC. Gardner havde omfattende erfaring efter at have arbejdet på BBC serien Doctor Who, og sagde at seriens hoved forfatter Russel T Davies havde været en vigtig indflydelse i forhold til tonen og stilen af Merlin. CGI special effekterne blev leveret af The Mill, som også har arbejdet på Doctor Who og dets spin-offs.
D. 13. december 2008, annoncerede BBC at de ville lave endnu en sæson af Merlin, hvis optagelser begyndte i foråret 2009 og sluttede i efteråret 2009.
D. 24 juli 2011 til Comic-Con International blev det offentliggjort at serien også vil fortsætte ind i en 5. sæson.
I ”A Family Affair”, en episode af Merlin: Secrets and Magic”, fortalte Anthony Head at vi ville komme til at se temaer introduceret i ”The Sins of the Father”, som vil blive udforsket mere i sæson 3.
Optagelserne til sæson 3 begyndte i marts 2010, i Cardiff, Wales og d. 8. april 2010, i Frankrig (på Château de Pierrefonds). Optagelserne til sæson 4 begyndte i marts 2011, og til sæson 5 begyndte i marts 2012.

## Modtagelse
Om det første afsnit af serien, ”The Dragon’s Call”, sagde Alison Graham fra Radio Times, at ”Colin Morgan er sympatisk og engagerende som helten”, men kritiserede dialogen og sagde at den ”ikke ligefrem sparkle”. Hermione Eyre fra The Independent kaldte afsnittet ”forfærdeligt”, kunne ikke lide det moderne look. Daniel Martin fra The Guardian kaldte episoden et “skrøbelig nummer”, følte at dialogen var ”forfærdelig”, men mente at gæste stjernen Eve Myles var ”vidunderlig”. A.A Gill fra The Times kaldte det for “uinteressant”  Keith Watson fra Metro synes at Colin Morgan var en ”sympatisk drenge troldmand” og at speciel effekterne var imponerende, men kaldte dialogen ”flad-fodet”.

## Seertal for USA & Storbritannien
Det følgende er en table over seertallene, baseret på gennemsnitlige seertal pr. episode, af Merlin på BBC One, NBC og Syfy.
| Serie   | Tidspunkt              | # Ep. | Premierede          | Premierede        | Premierede     | Premierede        | Sluttede            | Sluttede          | Sluttede        | Sluttede            | Total antal seere i Storbritannien | Total anatl seere i USA |
| Serie   | Tidspunkt              | # Ep. | Storbritannien Dato | Seere (millioner) | USA Dato       | Seere (millioner) | Storbritannien Dato | Seere (millioner) | USA Dato        | Seere (i millioner) | Total antal seere i Storbritannien | Total anatl seere i USA |
| ------- | ---------------------- | ----- | ------------------- | ----------------- | -------------- | ----------------- | ------------------- | ----------------- | --------------- | ------------------- | ---------------------------------- | ----------------------- |
| Sæson 1 | Lørdag (BBC One)       | 13    | 20. september 2008  | 7,15              | 21. juni 2009  |                   | 6. december 2008    | 6,27              | 23. august 2009 |                     | 6,71                               | 4,69                    |
| Sæson 1 | Søndag kl. 20:00 (NBC) | 13    | 20. september 2008  | 7,15              | 21. juni 2009  |                   | 6. december 2008    | 6,27              | 23. august 2009 |                     | 6,71                               | 4,69                    |
| Sæson 2 | Lørdag (BBC One)       | 13    | 19. september 2009  | 5.77              | 2. april 2010  |                   | 19. December 2009   | 6.64              | 2. juli 2010    |                     | 6.20                               | 1.39                    |
| Sæson 2 | Fredag 21:00 (Syfy)    | 13    | 19. september 2009  | 5.77              | 2. april 2010  |                   | 19. December 2009   | 6.64              | 2. juli 2010    |                     | 6.20                               | 1.39                    |
| Sæson 3 | Lørdag (BBC One)       | 13    | 11. september 2010  | 6,49              | 7. januar 2011 | 1,34              | 4. december 2010    | 7,86              |                 |                     | 7.17                               | TBA                     |
| Sæson 3 | Fredag (Syfy)          | 13    | 11. september 2010  | 6,49              | 7. januar 2011 | 1,34              | 4. december 2010    | 7,86              |                 |                     | 7.17                               | TBA                     |

## DVD Udgivelse
Sæson 1, 2, 3, 4 og 5 er blevet udgivet på DVD i både England og USA. I Danmark kan man købe sæson 1 - 4. Med i købet får man bonus materiale, video dagbøger med mere.
| Fulde sæsoner | Udgivelses datoer | Udgivelses datoer | Udgivelses datoer | Udgivelses datoer | Udgivelses datoer | Udgivelses datoer | Udgivelses datoer | Udgivelses datoer |
| Fulde sæsoner | UK                | UK                | UK                | UK                | UK                | UK                | US                | US                |
| Fulde sæsoner | Volume 1          | Discs             | Volume 2          | Discs             | Komplet Boks Set  | Discs             | Komplet Boks Set  | Discs             |
| ------------- | ----------------- | ----------------- | ----------------- | ----------------- | ----------------- | ----------------- | ----------------- | ----------------- |
| 1             | 24. November 2008 | 3                 | 9. February 2009  | 3                 | 5. October 2009   | 6                 | 20. April 2010    | 5                 |
| 2             | 23. November 2009 | 3                 | 8. February 2010  | 3                 | 8. February 2010  | 6                 | 18. January 2011  | 5                 |
| 3             | 15. November 2010 | 3                 | 24. January 2011  | 3                 | 24. January 2011  | 5                 | N/A               | N/A               |
| 4             | -                 | -                 | -                 | -                 | -                 | -                 | N/A               | N/A               |